# Котлеба - Народна партия „Наша Словакия“
Котлеба – Народна партия „Наша Словакия“ (на словашки: Kotleba – Ľudová strana Naše Slovensko) е нео-нацистска политическа партия в Словакия.
Платформата на партията включва антициганска и антиеврейска реторика, контрол на имиграцията, християнски морал, патернализъм по икономически въпроси, безлихвени национални заеми, замяна на Евро валутата със словашката крона, закон и ред и критика на сегашното ръководство на страната и външната политика. Партията предлага да се намали броя на парламентаристите от 150 до 100 членове, за повече свобода на словото, изтегляне на словашките войници от мисии в чужбина. Освен това, Словакия да напусне Европейския съюз, Европейския паричен съюз и НАТО, и отхвърляне идеята за еднополовите бракове.

## История
Произходът на партията е тясно свързан с ултранационалистическото, расистко, антисемитско и нео-фашистко движение „Словашка Сплотеност“. Членове на движението опитват да участват на изборите през 2006 г. под името „Словашка Сплотеност – Национална партия“, но регистрацията на партията е отказана от Върховния съд. Вместо да основат нова партия, членове на Словашката Сплотеност под ръководството на Мариан Котлеба влизат в „Народна партия на социална солидарност“ през май 2009 г., която променя името си на „Народна партия – Нашата Словакия“ в началото на 2010 г. Това е направено с цел да се избегнат правни затруднения с регистрирането на нова партия.

## Обвинения във нацизъм
Партията се възприема от либералните политици и част от населението като нацистка. Това се дължи на връзките на някои от членовете на партията с екстремистки движения и на факта, че от партията искат минута мълчание за Йозеф Тисо, който подкрепя депортацията на словашките евреи в концентрационните лагери. Партията отрича всякаква връзка с нацизма.

## Позиция към циганите
Партията описва циганите като източващи системата за социална сигурност, поради големите семейства, които получават по-висок размер на помощи за деца в сравнение с етническите словаци. Понякога партията заявява, че иска да спре „Циганския терор“ и използва реторика, която ги описва като социални „паразити“ и „екстремисти“, които „крадат, изнасилват и убиват“.

## Участия в избори

### Народно събрание
| Година | Гласове | %    | Места | Място | Правителство |
| ------ | ------- | ---- | ----- | ----- | ------------ |
| 2010   | 33 724  | 1.33 | 0     | 10-о  | Не           |
| 2012   | 40 460  | 1.58 | 0     | 10-о  | Не           |
| 2016   | 209 779 | 8.04 | 14    | 5-о   | Не           |
| 2020   | 229,660 | 7.97 | 17    | 4-то  | Не           |

### Европейски парламент
| Година | Гласове | %     | Места | Място |
| ------ | ------- | ----- | ----- | ----- |
| 2014   | 9749    | 1.73  | 0     | 11-о  |
| 2019   | 118 995 | 12.07 | 2     | 3-то  |

### Региони
|        | Самоуправляващи се краеве | Самоуправляващи се краеве | Самоуправляващи се краеве | Самоуправляващи се краеве | Самоуправляващи се краеве | Самоуправляващи се краеве | Самоуправляващи се краеве | Самоуправляващи се краеве | Самоуправляващи се краеве | Самоуправляващи се краеве |
| Година | Братислава                | Търнава                   | Тренчин                   | Нитра                     | Жилина                    | Банска Бистрица           | Прешов                    | Кошице                    | Общо                      |                           |
| ------ | ------------------------- | ------------------------- | ------------------------- | ------------------------- | ------------------------- | ------------------------- | ------------------------- | ------------------------- | ------------------------- | ------------------------- |
| 2013   | 0/44                      | 0/40                      | 0/45                      | 0/54                      | 0/57                      | 1/49                      | 0/62                      | 0/57                      | 1/408                     |                           |